# Lewis Silkin, 1. Baron Silkin

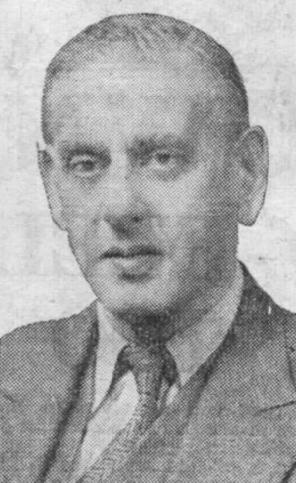
Lewis Silkin (1945)

Lewis Silkin, 1. Baron Silkin (* 14. November 1889 in London; † 11. Mai 1972) war ein britischer Politiker (Labour Party). Er amtierte unter anderem von 1945 bis 1950 als Minister für Städteplanung in der Regierung Attlee.

## Leben und Tätigkeit
Silkin war der Sohn baltischer Emigranten. Er besuchte die Central Foundation School, City Road, London und erhielt ein Stipendium für Mathematik am Worcester College der Universität Oxford, das er aufgrund der finanziell bedrängten Verhältnisse seiner Familie jedoch nicht antreten konnte. Stattdessen verbrachte er ein Jahr an der Londoner Universität und nahm anschließend eine Stellung als Clerk im Londoner Hafen an, bevor er in eine Anwaltskanzlei als einfacher Angestellter eintrat, in der er sich allmählich zum Rechtsanwalt hocharbeitete. Er machte sich schließlich mit der Firma Lewis Silkin and Partners selbständig.
1925 wurde Silkin erstmals in ein öffentliches Amt gewählt: In diesem Jahr wurde er für die Labour Party Mitglied des Gemeinderates des Bezirkes London (London County Council). In diesem stand er zeitweise dem Ausschuss für Stadtplanung (Town Planning) und dem Ausschuss für Unterbringung und öffentliche Gesundheit (Housing and Public Health Committee) vor.
Anlässlich einer Nachwahl im Wahlkreis Peckham wurde Silkin 1936 erstmals als Abgeordneter in das House of Commons, das britische Parlament gewählt, dem er in der Folge vierzehn Jahre lang, bis 1950, angehörte. 
Nach dem Wahlsieg der Labour Party bei der Parlamentswahl vom Sommer 1945 wurde Silkin als Minister für Städteplanung (Minister of Town and Country Planning) in die Regierung von Clement Attlee berufen. In dieser Stellung oblag ihm insbesondere die Oberaufsicht über den Wiederaufbau von durch den Krieg verwüsteten britischen Städten. Zudem verantwortete er die Errichtung der Stadt Stevenage, der ersten Planstadt Großbritanniens. 1950 ging er in den Ruhestand. Sein Nachfolger als Minister wurde Hugh Dalton.
1950 wurde Silkin als Baron Silkin, of Dulwich in the County of London, in den erblichen Adelsstand erhoben und dadurch Mitglied des House of Lords.

## Familie
Silkin war verheiratet mit Rosa Neft Silkin. Aus der Ehe gingen die drei Söhne Arthur, Samuel und John hervor. Während die jüngeren beiden Söhne, Samuel Silkin und John Silkin wie der Vater Parlamentsmitglieder, Mitglieder der britischen Kronrates und Kabinettsminister wurden, durchlief der älteste, Arthur Silkin, die Beamtenlaufbahn.

## Schriften
- Working-class Housing on the Continent and the Application of Continental Ideas to the Housing Problem in the County of London: Report, 1936.